# جيوفري وارد
جيوفري وارد (بالإنجليزية: Geoffrey Ward)‏ هو مؤرخ وكاتب سيناريو وكاتب أمريكي، ولد في 30 نوفمبر 1940 في نيوارك في الولايات المتحدة.

## وصلات خارجية
- جيوفري وارد على موقع IMDb (الإنجليزية)
- جيوفري وارد على موقع ميوزك برينز (الإنجليزية)
- جيوفري وارد على موقع ديسكوغز (الإنجليزية)
- جيوفري وارد على موقع قاعدة بيانات الفيلم (الإنجليزية)